# À dix minutes de nulle part
Pour plus de détails, voir Fiche technique et Distribution.
À dix minutes de nulle part est un téléfilm français réalisé en 2010 par Arnauld Mercadier et diffusé le 13 juin 2011 sur TF1 et le 28 juin 2015 sur La Une.

## Synopsis
Une famille belge d'écolos purs et durs, les Stievenart, échange sa maison passive avec des bourgeois du sud de la France qui sont des éco-criminels, les Roger-Maillon. Les provinciaux souhaitent se rapprocher d'une centrale nucléaire en Belgique, où le père a accepté de travailler plutôt que d'aller en vacances avec sa femme et son fils dans le Luberon. Jean Stievenart est outré par la maison du Luberon des Roger-Maillon, au contraire de ses enfants et de sa femme qui prennent volontiers du plaisir autour de la piscine chauffée à 28°. Les Roger-Maillon subissent les inconvénients de la maison écologique.

## Fiche technique
- Réalisation : Arnauld Mercadier
- Scénario : Jean-Luc Goossens
- Musique : David Hadjadj, Jean-Claude Gianadda
- Directeur de la photographie : Tariel Méliava
- Montage : Nathalie Langlade
- Décors : Dominique Beaucamps
- Costumes : Florence Emir
- Coordinateur des cascades : Frédéric Vallet
- Attachée de presse : Aurélia Gilard
- Sociétés de production : GMT Productions, TF1, Stromboli Pictures, Radio-télévision belge de la Communauté française,
 uFilm, uFund ...
- Pays :  France
- Durée : 100 minutes (1 h 40)

## Distribution
- Héléna Noguerra : Natalie Stievenart
- Fabio Zenoni : Jean Stievenart
- Wladimir Yordanoff : Monsieur Roger-Maillon
- Agnès Soral : Madame Roger-Maillon
- Lio : Marie Tassart, la voisine catho
- Laurent Bateau : Damien Tassart, le voisin catho
- Gauthier Battoue : Jérôme Roger-Maillon
- Aude Forget : Sylvie
- Michel Bompoil : Patron
- Patrick Spadrille : Gérard
- Cathy Grosjean : Michelle
- Erik Stouvenaker : Robert, le vendeur de légumes
- Thierry Janssen : Le dépanneur
- Théotime Bolsée : Cyrille Stievenart
- Salomé Malgaud : Sophie Stievenart
- François Cottrelle : Le maire
- Jean-François Malet : Chef de salle
- Antoine Pappalardo : Le cultivateur
- Chiara Massoni-Vitello : Petite sœur Sylvie
- Enzo Merali : Simon-Pierre
- Virginie Hocq : Agent de gare
- Catherine Swartenbroekx : Employée de mairie